# Boris (prénom)
Pour les articles homonymes, voir Boris.
Cette page présente le prénom Boris ainsi que ses variantes.
Boris est un prénom masculin fêté le 2 mai.

## Étymologie
Il existe plusieurs hypothèses quant à la provenance du prénom Boris. La première occurrence du prénom est généralement liée au khan des Bulgares, Boris Ier de Bulgarie.
Selon le professeur bulgare V. Beshevliev, le prénom peut être dérivé du vieux proto-bulgare bars, « panthère des neiges ». De même, selon le professeur Ivan Tanev Ivanov, le prénom Bogoris pourrait, depuis le proto-bulgare, être passé par les langues iraniennes où il aurait pris le sens de « oint de Dieu ».
Max Fasmer propose quant à lui deux hypothèses  pour l'étymologie du prénom : 
- une origine mongole : de bogori, « petit » ;
- une origine proto-slave : bor, « combat » et slav, « gloire ».

A. V. Superanskaya trouve son origine dans le vieux perse vares, « héritier ». 

## Personnalités portant ce prénom
- Pour l'ensemble des articles sur les personnes portant ce prénom, consulter :
  - la liste des articles dont le titre commence par ce prénom
  - les listes produites par Wikidata : Liste des personnes de prénom « Boris » — même liste en incluant les éventuels prénoms composés qui contiennent « Boris ».